# Mecânica matricial

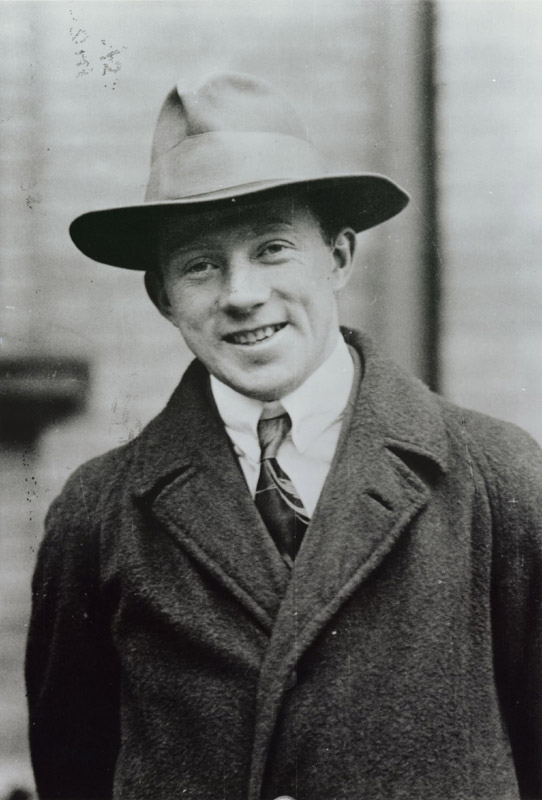
Werner Karl Heisenberg

A mecânica matricial é uma formulação da mecânica quântica criada por Werner Heisenberg no verão de 1925 e desenvolvida pelo próprio Heisenberg, Max Born e Pascual Jordan ao longo do mesmo ano.
Foi a primeira formulação da mecânica quântica aceita pelos físicos como uma teoria coerente dos fenômenos quânticos, em particular aqueles associados à emissão e absorção de radiação eletromagnética por átomos (espectroscopia). Ela é inspirada pelo modelo de Bohr do átomo de hidrogênio e uma alternativa a tentativas de estendê-lo, como o modelo de Bohr-Sommerfeld do átomo de hélio ou a teoria BKS (de Bohr, Kramers e Slater).